# 勝どき駅
勝どき駅（かちどきえき）は、東京都中央区勝どき二丁目にある、東京都交通局（都営地下鉄）大江戸線の駅。駅番号はE 17。中央区最南端の駅。
大門駅務管理所門前仲町駅務区が管轄し、東京都営交通協力会が受託している。

## 歴史
- 2000年（平成12年）12月12日：開業[2]。
- 2003年（平成15年）7月11日：A2b出入口供用開始。A2出入口がA2a出入口に名称変更。
- 2007年（平成19年）3月18日：ICカード「PASMO」の利用が可能となる[3]。
- 2010年（平成22年）12月1日：A4a出入口供用開始[4]。A4出入口がA4b出入口に名称変更[4]。
- 2014年（平成26年）4月1日：業務委託化。
- 2017年（平成29年）12月16日：A3b出入口供用開始[5]。A3出入口を一時閉鎖[5]。
- 2019年（平成31年）2月11日：大門方面行きのりばを新ホームに移動[6]。旧・A3出入口をA3a出入口として供用再開[6]。
- 2020年（令和2年）6月27日：新島橋方面改札の出口専用改札（現：グランドマリーナ東京方面改札）の供用を開始[7]。
- 2023年（令和5年）8月31日：A5出入口供用開始[8]。

## 駅構造
単式ホーム2面2線を有する地下駅である。清澄通りと晴海通りの交差点（勝どき駅前交差点）の直下に位置する。
出入口は開業時は4か所だったが、増設を経て現在は8か所となっている。特に、晴海方面への最寄りとなるA2出入口（現在のA2a出入口）は朝ラッシュ時の混雑が激しかったため、2003年（平成15年）にそのバイパスとしてA2b出入口が新設された。これに伴い、平日の7時から10時までA2a出入口を入口専用、A2b出入口を出口専用としている。A2b出入口はエスカレーターが通常上下1基ずつ稼動しているが、当該時間帯は2基とも上り運転となる。
各ホームと改札口の間、およびA4b出入口・A5出入口にはエレベーターが設置されている。

### 混雑対策と大規模改修
勝どき駅では、乗降人員の増加への対策として、混雑緩和のために大規模な改良工事が行われている。現在の島式ホームの南側に外回り（大門・六本木方面）用のホームを増設すると共に、従来の島式ホームを内回り（両国・飯田橋方面）専用とすることで内回り・外回りのホームを分離。併せて南北で分離されているコンコースをつないで拡大するというものである。この改良工事は2010年度から行われており、2019年2月11日に供用を開始、都営地下鉄では初の変則相対式のホーム構造となった。地下1階と地上との出入口も1つ新設し、エスカレーター増設も含めた全ての工程は2020年6月完了、総事業費160億円を見込んでいる。

### のりば
| 番線 | 路線         | 行先             |
| ---- | ------------ | ---------------- |
| 1    | 都営大江戸線 | 両国・春日方面   |
| 2    | 都営大江戸線 | 大門・六本木方面 |

（出典：都営地下鉄:駅構内図）

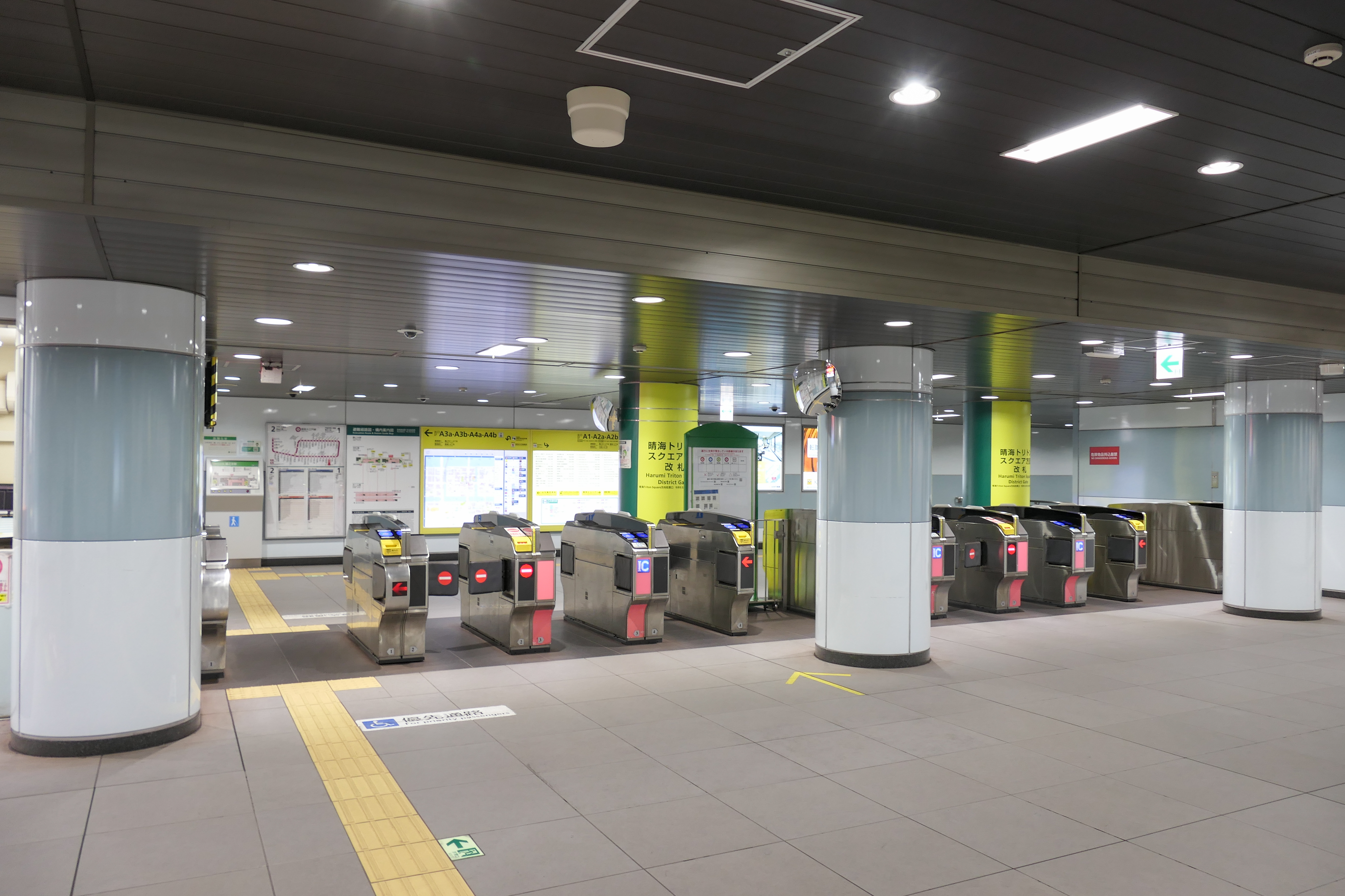
晴海トリトンスクエア方面改札（2022年12月）
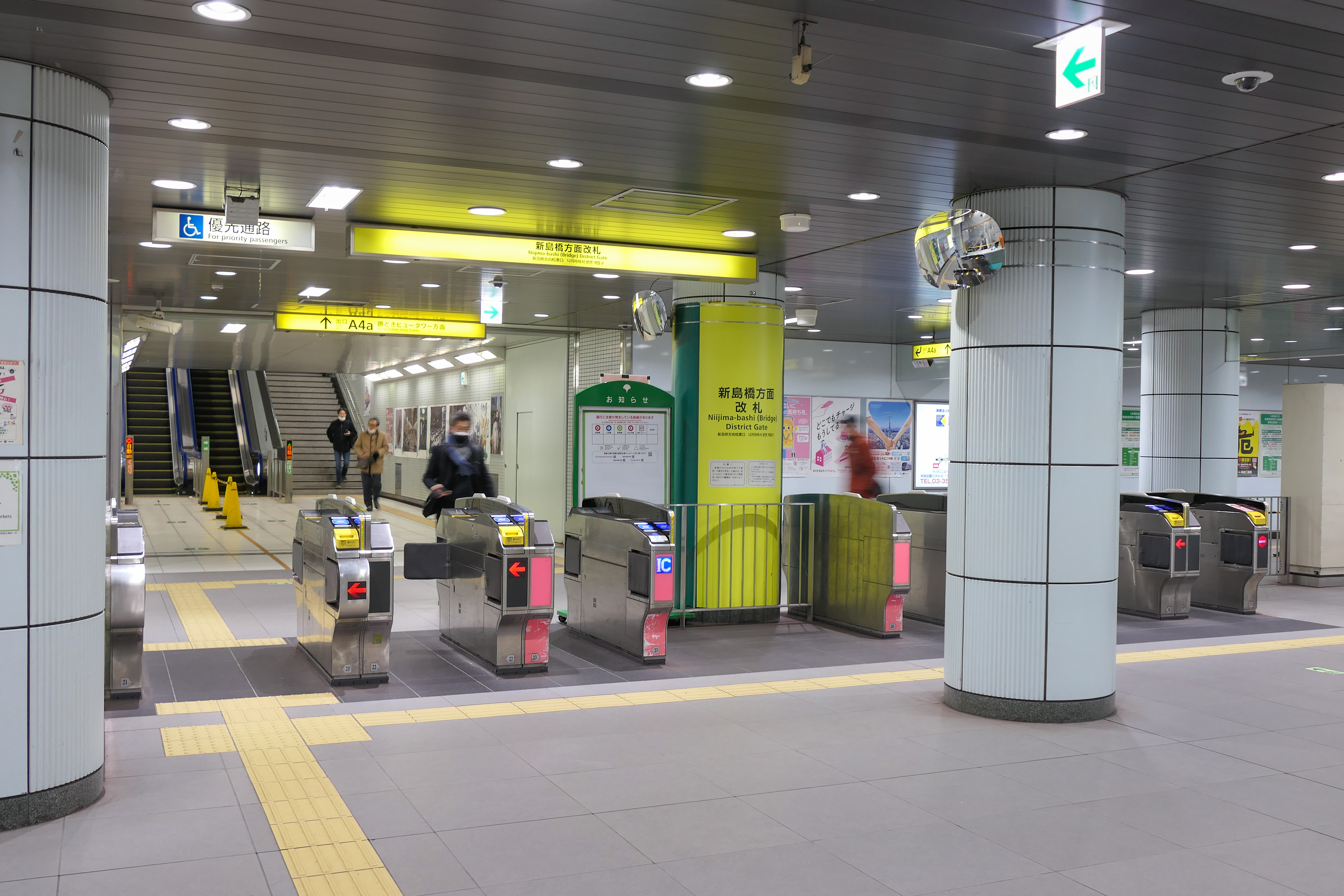
新島橋方面改札（2022年12月）
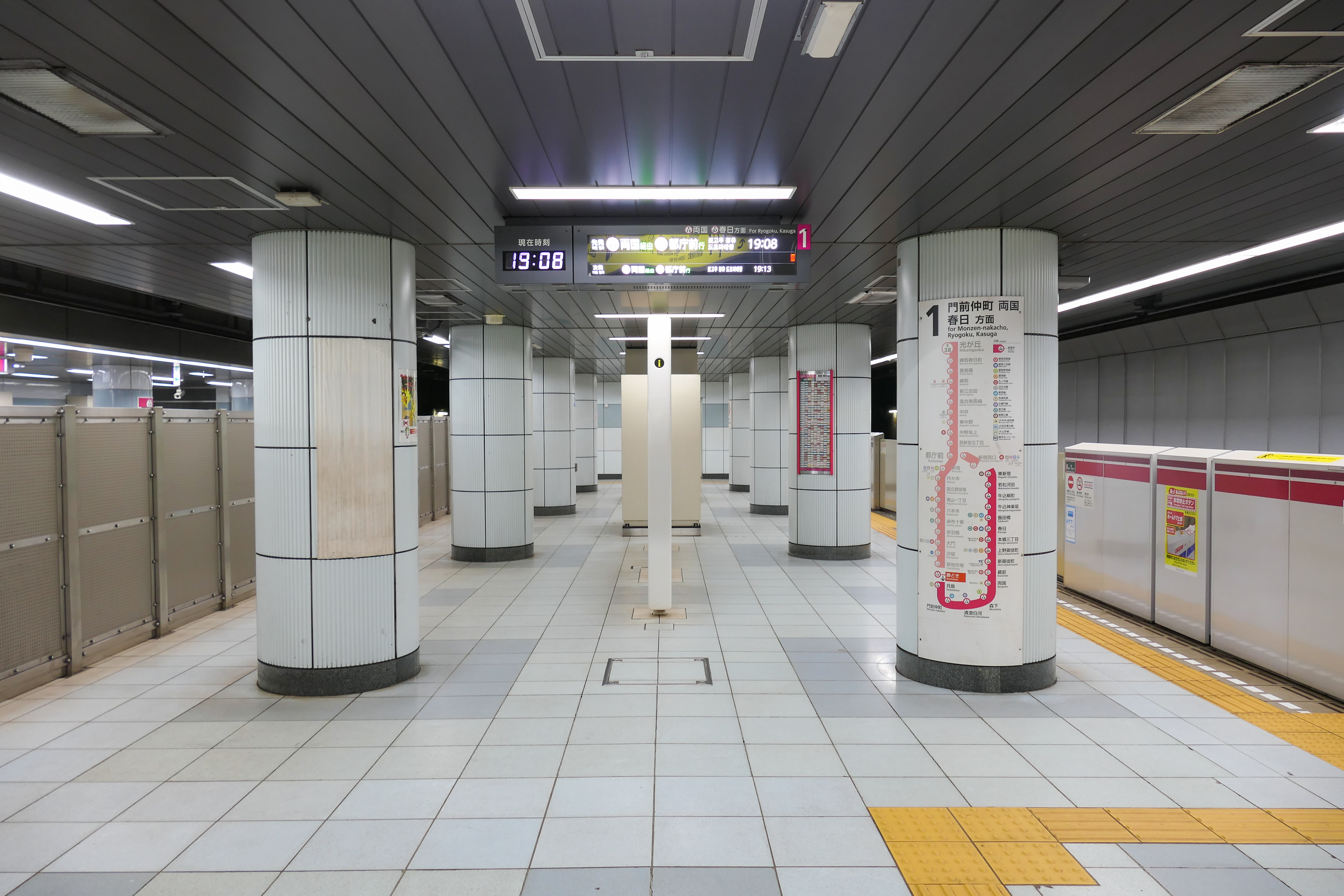
1番線ホーム（2022年12月）
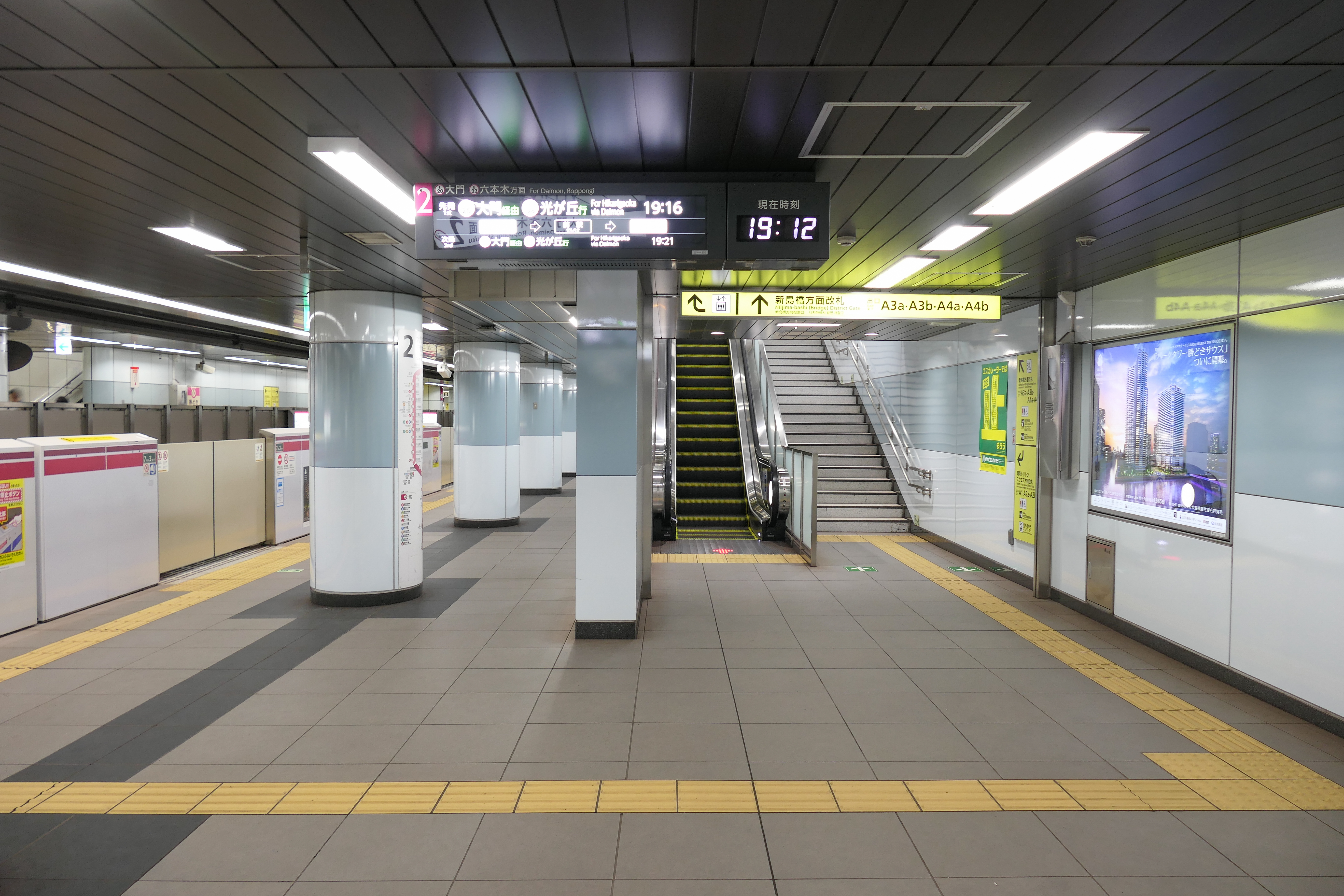
2番線ホーム（2022年12月）

## 利用状況
2023年（令和5年）度の1日平均乗降人員は81,077人（乗車人員：40,410人、降車人員：40,667人）である。大江戸線内では新宿駅、大門駅に次ぐ第3位で、都営地下鉄全線の単独駅では最も多い。
開業当初に想定した1日平均乗車人員は約14,000人だった。しかし開業後、当駅の周辺地区である晴海や勝どきなどで高層マンションやオフィスビルなどの大規模開発が相次いだ。特に2001年4月に晴海アイランドトリトンスクエアが開業すると、その最寄駅である勝どき駅の乗降人員が大きく増加し、開業から2年後の2002年度に乗降人員が6万人を越えた。平日朝のラッシュ時は通勤客で激しく混雑するため、誘導警備員が配置され、動線確保が行われている。
開業以来の1日平均乗降・乗車人員の推移は下表の通り。
| 年度               | 1日平均 乗降人員 | 1日平均 乗車人員 | 出典     |
| ------------------ | ---------------- | ---------------- | -------- |
| 2000年（平成12年） | 27,734           | 11,549           | [ * 1 ]  |
| 2001年（平成13年） | 62,120           | 28,062           | [ * 2 ]  |
| 2002年（平成14年） | 67,345           | 31,293           | [ * 3 ]  |
| 2003年（平成15年） | 64,183           | 31,301           | [ * 4 ]  |
| 2004年（平成16年） | 64,083           | 31,491           | [ * 5 ]  |
| 2005年（平成17年） | 65,533           | 32,178           | [ * 6 ]  |
| 2006年（平成18年） | 69,549           | 34,205           | [ * 7 ]  |
| 2007年（平成19年） | 75,932           | 37,451           | [ * 8 ]  |
| 2008年（平成20年） | 82,239           | 40,775           | [ * 9 ]  |
| 2009年（平成21年） | 83,442           | 41,487           | [ * 10 ] |
| 2010年（平成22年） | 80,825           | 40,145           | [ * 11 ] |
| 2011年（平成23年） | 76,085           | 37,988           | [ * 12 ] |
| 2012年（平成24年） | 84,940           | 42,405           | [ * 13 ] |
| 2013年（平成25年） | 90,601           | 45,265           | [ * 14 ] |
| 2014年（平成26年） | 93,798           | 46,978           | [ * 15 ] |
| 2015年（平成27年） | 98,421           | 49,223           | [ * 16 ] |
| 2016年（平成28年） | 99,517           | 49,823           | [ * 17 ] |
| 2017年（平成29年） | 102,315          | 51,197           | [ * 18 ] |
| 2018年（平成30年） | 102,086          | 51,074           | [ * 19 ] |
| 2019年（令和元年） | 108,147          | 54,116           | [ * 20 ] |
| 2020年（令和02年） | 74,928           | 37,511           |          |
| 2021年（令和03年） | 73,964           | 36,991           |          |
| 2022年（令和04年） | 74,776           | 37,346           |          |
| 2023年（令和05年） | 81,077           | 40,410           |          |

## 駅周辺
- 勝どきサンスクェア
  - 中央勝どき郵便局（2階）
- 乾汽船 本社
- 隅田川
  - 勝鬨橋
- 晴海アイランドトリトンスクエア
- 山九ビル
  - 山九 本社
- 江間忠ビル
  - 公益財団法人 日本無線協会
- 晴海郵便局
- 晴海埠頭
- HARUMI FLAG
- THE TOKYO TOWERS
- KACHIDOKI THE TOWER

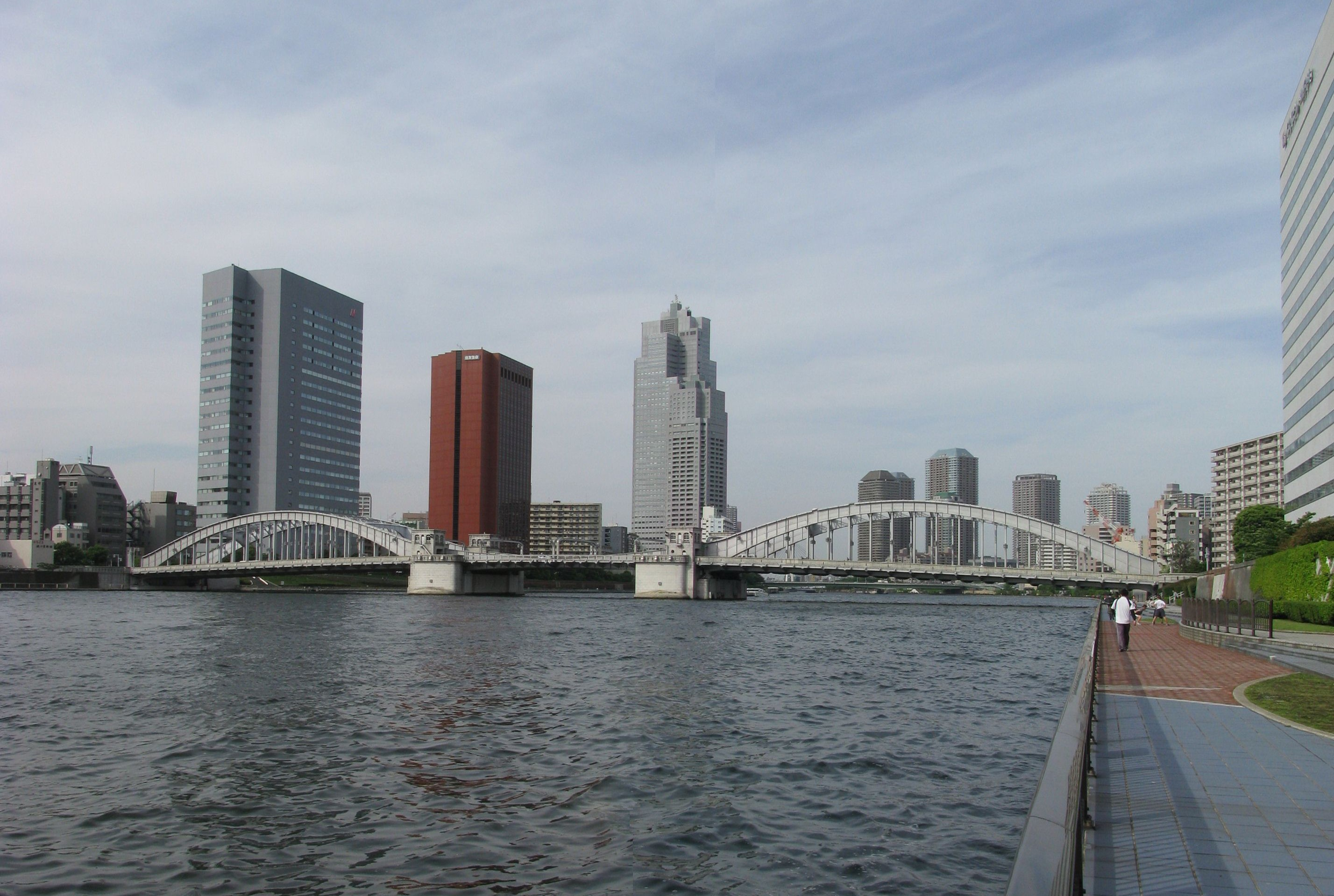
隅田川と勝鬨橋

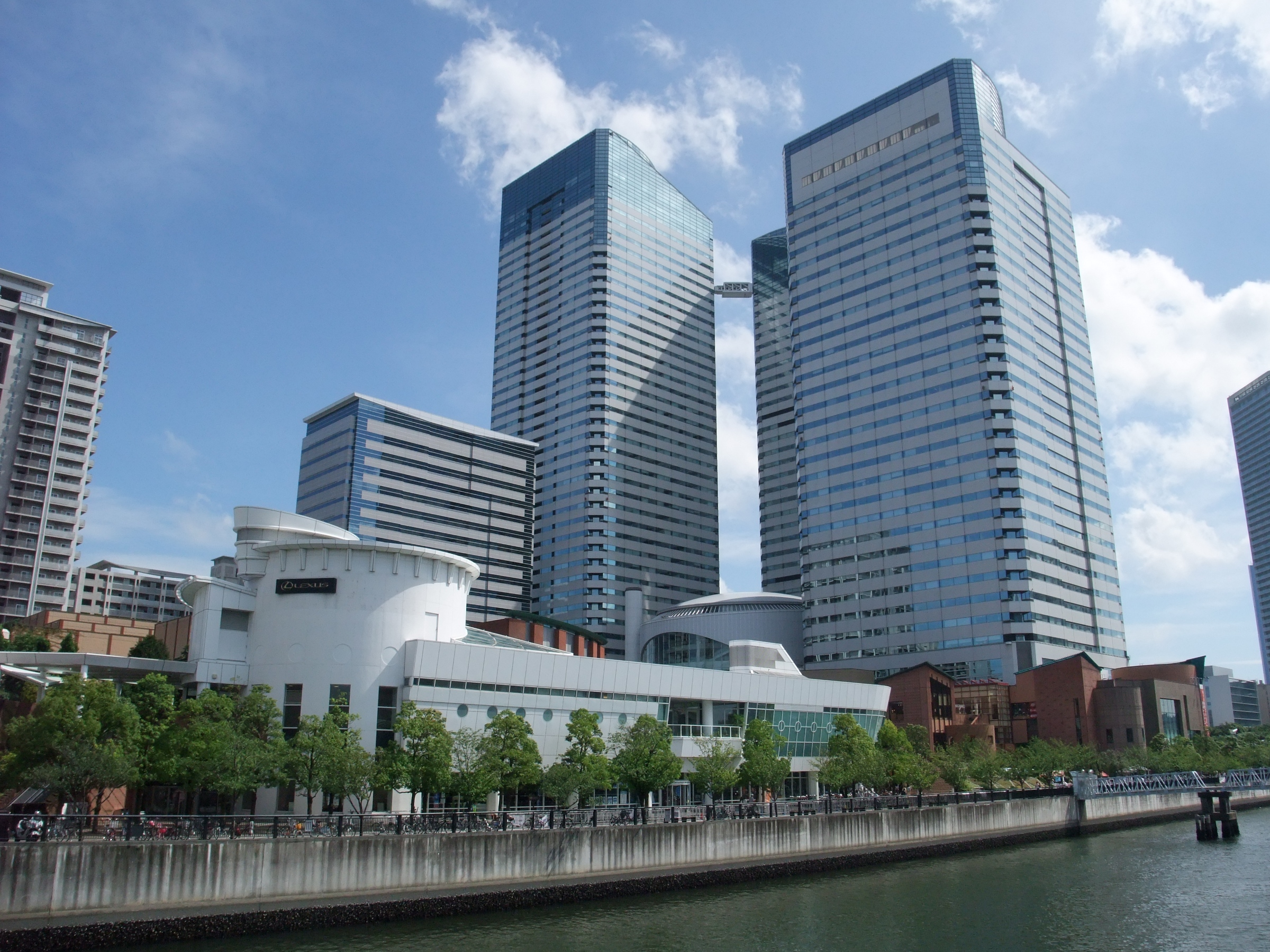
晴海アイランドトリトンスクエア

- DEUX TOURS CANAL&SPA （ドゥ・トゥール）
- プラザ勝どき
- グランドマリーナ東京
  - パークタワー勝どき
- 中央区立月島第一小学校
- 中央区立月島第二小学校
- 中央区立豊海小学校
- 東武ストア 勝どき店

## バス路線

### 勝どき駅前
（出典：）
| のりば | 運行事業者     | 系統・行先 | 備考                                                                     |
| ------ | -------------- | --- | ------------------------------------------------------------------------ |
| 1      | 都営バス       | - 業10：とうきょうスカイツリー駅前 - 業10出入：深川車庫前 - 門33：亀戸駅前 | 「業10」の新橋行は停車しないため、北西にある「勝どき橋南詰」を利用する。 |
| 2      | 都営バス       | - 都03：晴海五丁目ターミナル - 都05-1：晴海埠頭 - 都05-2：東京ビッグサイト・有明一丁目・有明ガーデン - 深夜13：有明一丁目 - 都05-1出入・東15：深川車庫前 - 市01：豊洲市場・市場前駅前 | 「深夜13」は平日のみ運行                                                 |
| 3      | 都営バス       | - 都03：四谷駅 - 都05-1・都05-2：東京駅丸の内南口 - 東15：東京駅八重洲口 - 市01：新橋駅前                                                                                             |                                                                          |
| 5      | 都営バス       | 都04：東京駅丸の内南口 |                                                                          |
| 5      | 日立自動車交通 | 江戸バス南循環：中央区役所 |                                                                          |
| 6      | 都営バス       | 都04・門33：豊海水産埠頭 |                                                                          |

### 勝どき駅
- A3出口・清澄通り豊海方向
  - 日立自動車交通
    - 江戸バス（中央区コミュニティバス） 南循環：中央区役所行

## その他
- かつて、駅名標の下に「晴海トリトンスクエア前」という副名称板が掲示され、到着時にも「60のショップ&レストラン 晴海トリトンスクエア」の案内放送が行われていたが、2010年初頭になって、文字は消去された。
- かつてはゆりかもめ東京臨海新交通臨海線が豊洲駅から当駅まで延伸する計画があり、大江戸線の駅の大規模改良工事に際し、ゆりかもめの駅新設を考慮した構造がとられた。ただし、その後東京BRTの整備や、新たに都心部・臨海地域地下鉄構想が提起されたことなどから、延伸計画は事実上凍結されている。なお、都心部・臨海地域地下鉄は勝どき付近への駅設置が想定されている[18]。
- 都市計画において、駅筐体の上部に晴海通りアンダーパス、下部に首都高速10号晴海線の建設が予定されていることから、それらを見越した設計になっている。コンコースが南北に分断されていたのもこのアンダーパス計画があったためで、大規模改良工事に伴いコンコースが繋がったが、それらを考慮した設計がされている。

## 隣の駅
東京都交通局（都営地下鉄）
 都営大江戸線
月島駅 (E 16) - 勝どき駅 (E 17) - 築地市場駅 (E 18)